# Thruxton Circuit

Thruxton Circuit är en racerbana belägen i de sydöstra delarna av England. Den 3 791 meter långa banan är en av de snabbaste banorna i Storbritannien, detta på grund av att det är många snabba kurvor. Banan ägs av British Automobile Racing Club (BARC).
Banan är byggd på en före detta RAF-bas. Den första tävlingen kördes 1952.
Det har körts Formel 2 på banan och 1985 kördes det Formel 3000 på banan. BTCC körs på den här banan, oftast som det första loppet under säsongen.